# 수리방해죄
수리방해죄(水利妨害罪)는 제방(堤防)을 결궤(決潰)하거나 수문을 파괴하거나 기타의 방법으로 수리(水利)를 방해하는 죄(184조)이다. 본죄의 보호법익은 수리권(水利權)이며 공공위험죄는 아니다. '수리'란 관개(灌漑)·수차(水車)·발전(發電)·수도 용인수(水道用引水) 등 일체의 물의 이용을 말하나, 교통·음료를 위한 물의 이용에 관하여는 특별규정(185조,195조)이 있다. 본죄가 성립하기 위하여는 피해자에게 수리권이 있을 것을 요하나(판례), 그 근거가 계약상의 것이거나 관습상의 것이거나를 불문한다.

## 판례
농촌주택에서 배출되는 생활하수의 배수관(소형 PVC관)을 토사로 막아 하수가 내려가지 못하게 한 경우, 수리방해죄에 해당하지 아니한다.